# Vocero del Gobierno de Paraguay
El vocero del Gobierno de Paraguay es un cargo creado en 2024 para gestionar la comunicación oficial del Poder Ejecutivo y fortalecer el vínculo informativo entre el Gobierno y la ciudadanía. Fue formalizado mediante decreto presidencial y es ocupado por un responsable con rango de ministro, designado directamente por el presidente de la República.

## Historia
El cargo de vocero del Gobierno de Paraguay fue establecido el 24 de enero de 2024, durante la administración del presidente Santiago Peña, con el objetivo de mejorar la comunicación entre el Gobierno y la población. La primera persona en ocupar este cargo fue la periodista y abogada Paula Macarena Carro Olmedo, quien asumió la función con rango de ministra.
El 31 de diciembre de 2024, a través del Decreto N.º 3.194, Guillermo Emilio Grance Ovelar fue nombrado como nuevo vocero. Grance asumió el cargo simultáneamente con su puesto como director general de Información Presidencial, bajo el Ministerio de Tecnologías de la Información y Comunicación (MITIC).

## Funciones
Las principales funciones del vocero del Gobierno de Paraguay son: comunicar las decisiones, políticas y actividades oficiales del Poder Ejecutivo; coordinar las estrategias de comunicación en conjunto con el MITIC; dirigir conferencias de prensa y otras instancias de comunicación pública y, facilitar el acceso a la información gubernamental para los medios de comunicación y la ciudadanía.
El vocero es designado por el presidente de la República mediante decreto y depende directamente de la Presidencia.

## Titulares
| Titular          | Período             | Período                 | Ref.        |
| Titular          | Inicio              | Fin                     | Ref.        |
| ---------------- | ------------------- | ----------------------- | ----------- |
| Paula Carro      | 24 de enero de 2024 | 31 de diciembre de 2024 | [ 4 ] [ 8 ] |
| Guillermo Grance | 1 de enero de 2025  | En el cargo             | [ 7 ]       |